# HD21590
HD21590 — хімічно пекулярна зоря спектрального класу B9, що має видиму зоряну величину в смузі V приблизно  7,0.
Вона  розташована на відстані близько 678,1 світлових років від Сонця.

## Пекулярний хімічний вміст
Зоряна атмосфера GSC1234-95-1 має підвищений вміст 
Si
.

## Магнітне поле
Спектр даної зорі вказує на наявність магнітного поля у її зоряній атмосфері.
Напруженість повздовжної компоненти поля оціненої з аналізу
наявних ліній металів
становить 1098,2± 461,6 Гаус.